# Ratowice (województwo wielkopolskie)
Ratowice – wieś w Polsce położona w województwie wielkopolskim, w powiecie leszczyńskim, w gminie Lipno.
W latach 1975–1998 miejscowość położona była w województwie leszczyńskim.